# Stenopterini
Los estenopterinos (Stenopterini) son una tribu de coleópteros crisomeloideos de la familia Cerambycidae. Contiene hasta 5 géneros, distribuidas en Eurasia y América del Norte. La mayor diversidad de la tribu está en el Mediterráneo.

## Géneros
Tiene los siguientes géneros y especies:
- Género Callimoxys Kraatz, 1863
  - Callimoxys fuscipennis (LeConte, 1861)
  - Callimoxys gracilis Brullé, 1833
  - Callimoxys nigrinus Williams & Hammond, 2011
  - Callimoxys ocularis Hammond & Williams, 2011
  - †Callimoxys primordialis Wickham, 1911 (fossil)
  - Callimoxys pinorum Casey, 1924
  - Callimoxys retusifer Holzschuh, 1999
  - Callimoxys sanguinicollis (Olivier, 1795)
- Género Callimus Mulsant, 1846
- Género Guerryus Pic, 1903
- Género Holangus Pic, 1902
- Género Kunbir Lameere, 1890
- Género Merionoeda Pascoe, 1858
- Género Microdebilissa Pic, 1925
- Género Obscuropterus Adlbauer, 2003
  - Obscuropterus melanargyreus (White, 1855)
- Género Stenopterus Illiger, 1804
  - Stenopterus adlbaueri Sama, 1995
  - Stenopterus ater Linnaeus, 1767
  - Stenopterus atricornis Pic, 1891
  - Stenopterus creticus Sama, 1995
  - Stenopterus flavicornis Küster, 1846
  - Stenopterus kraatzi Pic, 1892
  - Stenopterus mauritanicus Lucas, 1847
  - Stenopterus rufus Linnaeus, 1767
  - Stenopterus similatus Holzschuh, 1979